# Дьюла Круді
Круді Дюла (угор. Krúdy Gyula; *21 жовтня 1878, Ніредьгаза — †12 травня 1933, Будапешт) — угорський письменник і журналіст.

## Біографія
Походив з родини адвоката. Всупереч планам батька зайнявся журналістикою, за що був позбавлений спадщини. Працював в Дебрецені і Ораді, потім перебрався в Будапешт.
Першу книгу новел випустив в 1897 році. Одружився з учителькою й письменницею Беллою Шпіглер (літературний псевдонім — Сатанелла). Деякий час входив до редакції відомого журналу Nyugat («Захід»). Цикл його новел, що склали книгу «Пригоди Синдбада» (угор. Szindbád ifjúsága és utazásai, 1911) та інші, роман «Соняшник» (угор. Napraforgó, 1918) мали значний успіх.
Дьюла Круді багато пив, був пристрасним гравцем, через що його шлюб розпався. До 1930-х років здоров'я письменника сильно похитнулося, коло читачів зменшилося. Цього не змінила навіть престижна премія Баумгартена, присуджену прозаїку в 1930 році.

## Творчість
Значне місце в творчості Круді посідають теми розпаду старого дворянського укладу (збірка новел «Сумні казки веселої людини», 1900), героїчної боротьби угорського народу за визволення (збірка оповідань «Герої мрій», 1906) і краси рідного краю (збірки нарисів і статей «Будапештські прогулянки», 1908; «Угорські краї», 1919). У романах «Юність Синдбада» (1911) і «Подорож Синдбада» (1912) створив образ благородного лицаря.
Успіх принесли романи «Червона поштова карета» (1914) і його продовження «Осінні біги» (1917), в яких ліричне самовираження органічно поєднується з реалістичними картинами життя провінційного містечок і околиць Будапешта. У 20—30-х роках виробив власний реалістичний стиль (романи «Семеро сов», 1922; «Три королі», 1926—1930).
Його визначальними рисами є переплетення часових площин, фантазії і реальності. Роман «За моєї покійної юності» (1930), який відтворює атмосферу часу, побудований на безсюжетності, передачі настроїв, душевного стану персонажів. У творах Дьюла Круді переломлюється імпресіонізм, пізня романтика й новітні художні пошуки.
Автор книги нарисів про Руську Країну (Закарпаття) — «Полонинська трембіта».
Окремі твори Дьюла Круді переклали Ю. Качій, І. Щербина.